# Walter Brandstädter
Walter Brandstädter (* 21. Oktober 1931 in Lyck; † 13. September 2023) war ein deutscher Transfusionsmediziner und ärztlicher Standespolitiker.

## Leben
Walter Brandstädter wurde als Sohn eines selbständigen Handwerksmeisters in Ostpreußen geboren. Er besuchte bis zur Flucht am Ende des Zweiten Weltkriegs die Schule in seiner Geburtsstadt. In der neuen Heimat Mecklenburg beendete er die Schule 1947 und begann zunächst eine Handwerkslehre. Sein Abitur legte er auf dem zweiten Bildungsweg 1952 ab. Im Anschluss begann Brandstädter ein Studium der Medizin an der Friedrich-Schiller-Universität Jena. Nach zwei Jahren wechselte er an die neugegründete Medizinische Akademie Magdeburg (MAM). Hier absolvierte er 1957 sein Staatsexamen und wurde im gleichen Jahr als erster Absolvent der neuen Hochschule mit einer Dissertation aus der Frauenklinik unter Karlheinz Sommer „Über Blutungen im Postklimakterium und in der Menopause“ zum Dr. med. promoviert. Zunächst arbeitete Walter Brandstädter in der Chirurgie, an der Frauenklinik und in der Inneren Medizin, bevor er sich 1959 seiner Facharztweiterbildung „Bakteriologie und Serologie“ unter Harald Hudemann widmete. Dieser weckte sein Interesse für das neue Fachgebiet „Transfusionsmedizin“. Er erwarb seinen Facharztabschluss 1964.
Bereits während der Weiterbildung betraute man Brandstädter mit dem Aufbau einer Blutbank und eines Instituts für Transfusionswesen an der MAM. Das, aufgrund gesetzlicher Vorgaben aus der Hochschule ausgegliederte, Institut übernahm Walter Brandstädter am 1. Januar 1963 als Direktor. Er war weiterhin maßgeblich an der Profilierung des neuen wissenschaftlichen Fachgebietes in der DDR beteiligt, insbesondere an der Erarbeitung der Inhalte und der Anforderungen für die Facharztweiterbildung im Fachgebiet „Blutspende- und Transfusionswesen“. 1969 habilitierte er sich unter Hudemann mit einer Schrift über „Probleme der Transfusionsbakteriologie“, der ersten Habilitationsschrift in der deutschen Transfusionsmedizin. Von 1969 bis 1971 war Walter Brandstädter Vorsitzender der Gesellschaft für Hämatologie und Transfusionsmedizin der DDR und ab 1973 Mitglied der Arzneibuchkommission der DDR. Im Jahr 1972 wurde Walter Brandstädter zum Honorardozenten für Blutspende- und Transfusionswesen und 1977 zum Honorarprofessor an der Medizinischen Akademie Magdeburg berufen. Unter der Bezeichnung „Bezirksinstitut für Blutspende- und Transfusionswesen“ leitete er das Magdeburger Institut bis 1992, das danach abgewickelt und wieder in die Hochschule, die spätere Medizinische Fakultät der Otto-von-Guericke-Universität Magdeburg eingegliedert wurde. Zu seinem Nachfolger wurde Marcell Heim berufen. Walter Brandstädter übernahm seinerseits Anfang 1993 die ärztliche Leitung der Hämoplas GmbH in Magdeburg. Hier war er bis zum Jahre 2000 tätig.
In den Jahren der politischen Wende war Brandstädter aktiv an der Gründung der Ärztekammer in Sachsen-Anhalt beteiligt. Er wurde 1991 zu deren ersten Präsidenten gewählt. 1995 wurde er Vizepräsident der Bundesärztekammer (BÄK) und des Deutschen Ärztetages. Das Amt des Präsidenten der Ärztekammer Sachsen-Anhalt und des Vizepräsidenten der BÄK hatte Walter Brandstädter bis 1999 inne.
Er verstarb am 13. September 2023.

## Schriften (Auswahl)
Walter Brandstädter schrieb über 150 Publikationen und acht Buchbeiträge.
- Walter Brandstädter: Über Blutungen im Postklimakterium und in der Menopause: Unter besonderer Berücksichtigung der gutartigen Blutungsursachen und der Abrasionsergebnisse. Dissertation, Medizinische Akademie Magdeburg 1957
- Walter Brandstädter: Hämotherapie. In: W. Remde: Störungen der Blutgerinnung und Blutstillung in der Urologie. Thieme Verlag, Leipzig 1984
- Walter Brandstädter: Hämotherapie. Verlag Volk und Gesundheit, Berlin 1990

## Ehrungen
1975 wurde Walter Brandstädter von der Tschechoslowakischen Gesellschaft für Hämatologie zum Ehrenmitglied ernannt. Am 29. Juni 1999 wurde er zum Ehrenpräsidenten der Ärztekammer Sachsen-Anhalt gewählt. Beim 104. Deutschen Ärztetag im Mai 2001 in Ludwigshafen am Rhein wurde Brandstädter mit der Paracelsus-Medaille der deutschen Ärzteschaft geehrt und war auf dem 109. Deutschen Ärztetag in Magdeburg Ehrenpräsident.

## Mitgliedschaften
- Emeritio